# Stazione di Valmorea
La stazione di Rodero-Valmorea, posta lungo ferrovia Castellanza-Mendrisio a servizio del comune di Rodero, fu dismessa nel 1938 e, nel 1996, riattivata quale località di sosta di treni turistici.

## Storia
L'impianto venne attivato il 31 dicembre 1915 contestualmente all'inaugurazione della tratta da Cairate-Lonate a Valmorea, avvenuta a cura della Società Anonima per la Ferrovia Novara-Seregno (FNS).
L'11 dicembre 1938 il capolinea della ferrovia fu arretrato a Malnate in conseguenza degli eventi correlati con la seconda guerra mondiale e la stazione di Valmorea venne conseguentemente soppressa.
Nel 1996 l'impianto fu riattivato al fine di attestarvi provvisoriamente un servizio di treni turistici dalla Svizzera, divenendo provvisoriamente stazione di testa fino al 2003 quando il binario fu prolungato fino a Cantello.

## Strutture e impianti
La stazione comprendeva un fabbricato viaggiatori di modeste dimensioni e un deposito locomotive adiacente alla stessa, demoliti nel 1991.
Il fabbricato viaggiatori originario fu sostituito in occasione della riapertura del tratto (1996) con un prefabbricato adibito a biglietteria durante i giorni di effettuazione del servizio turistico e fu distrutto da un incendio doloso nel 2010. Ad oggi nello spiazzo della stazione rimane solo il binario principale più gli scambi per il raddoppio ed un ulteriore scambio per il binario tronco.